# Prickig dvärgmal
Prickig dvärgmal (Ictalurus punctatus) är en fiskart som först beskrevs av Constantine Samuel Rafinesque, 1818.  Prickig dvärgmal ingår i släktet Ictalurus och familjen Ictaluridae. Inga underarter finns listade i Catalogue of Life.